# Menhir von Kervintic

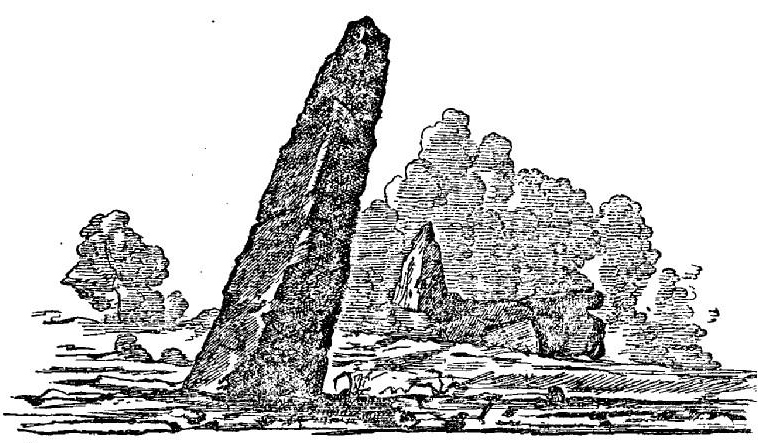
Menhir von Kervintic

Der Menhir von Kervintic stand mindestens bis 1881 etwa 400 m westlich des Hofs Kervintic, südwestlich von Plobannalec-Lesconil bei Pont l’Abbé in der Cornouaille im Département Finistère in der Bretagne in Frankreich.
Er war etwa 3,9 Meter hoch, wurde 1881 von Paul du Châtellier (1833–1911) gezeichnet und später zerstört. In der Nähe wurden von Chatellier zwei bis drei kleine Menhire gemeldet.
Der Dolmen von Kervignon, die beiden Dolmen von Kervadol und die von Quélarn sind Megalithanlagen nahe der Gemeinde.